# Wierchniesujerskoje
Wierchniesujerskoje (ros. Верхнесуерское) – wieś (sieło) w Rosji, w obwodzie kurgańskim, w rejonie wargaszyńskim. W 2010 liczyła 632 mieszkańców.